# Пакистано-украинские отношения
Пакиста́но-украинские отношения — двусторонние дипломатические отношения между Пакистаном и Украиной.

## История
Пакистан признал независимость Украины в 1991 году. Дипломатические отношения между двумя странами были установлены в 1992 году. Украина и Пакистан сотрудничают друг с другом в сфере образования и культурного обмена, в области аэрокосмической техники, аэрокосмических технологий, медицинских и биологических наук. Украина является одной из немногих стран Европы, которая имеет дружеские отношения с Пакистаном. В январе — августе 2009 года двусторонний товарооборот между государствами составил 189,3 млн. долларов США.

## Посольства
У Пакистана есть посольство в Киеве, а Украина имеет посольство в Исламабаде.